# Xi Gang

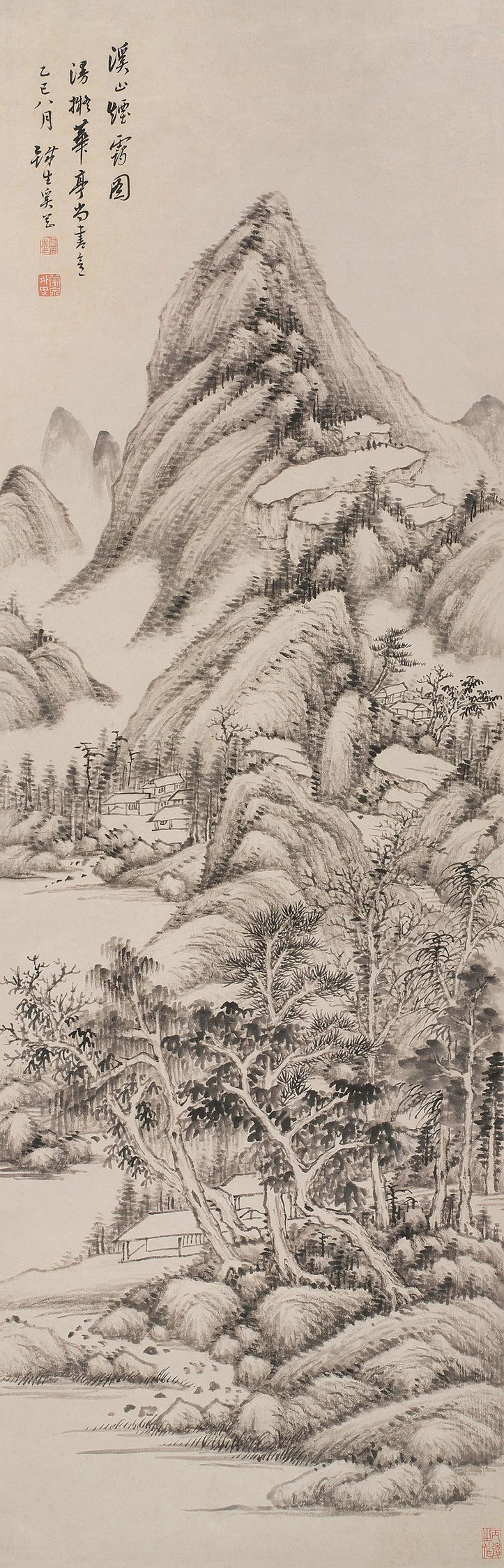
"Montaña nebulosa"

Xi Gang (chino: S: 奚冈, T:奚岡, pinyin: Xī Gāng; conocido también como Chunzhang, Tiesheng y Hezhusheng 1746-1803) fue un pintor, calígrafo y escritor chino de la dinastía Qing originario de Qiantang.